# إيلينا دويليبي
إيلينا دويليبي (من مواليد 30 ديسمبر 1958) طبيبة وسياسية برازيلية. كانت وزيرة الصحة في مارانهاو (2002-2007)، ونائبة العمدة (2009-2012)، وعضوة المجلس (2013-2014). كانت دويليبي أيضًا وزير الصحة بالبلدية. وهي متزوجة من أفونسو مانويل.